# Johann Caspar Bagnato
Johann Caspar Bagnato, také Giovanni Caspare Bagnato (* 1696, Landau v německé Falci – 15. července 1757) byl barokní stavitel, který působil v jihozápadním Německu. Bagnatův otec pocházel z Peccie v italské provincii Tessin, jeho matka Anna Maria Stickelmeyerová z Německa. Franz (Ignaz) Anton Bagnato (1731–1810), syn Johanna Caspara Bagnata byl rovněž stavitelem.
V roce 1729 byl pověřen Řádem německých rytířů přestavět zámek Altshausen ve velkém stylu. Z těchto plánů byla avšak uskutečněna pouze malá část.

## Dílo

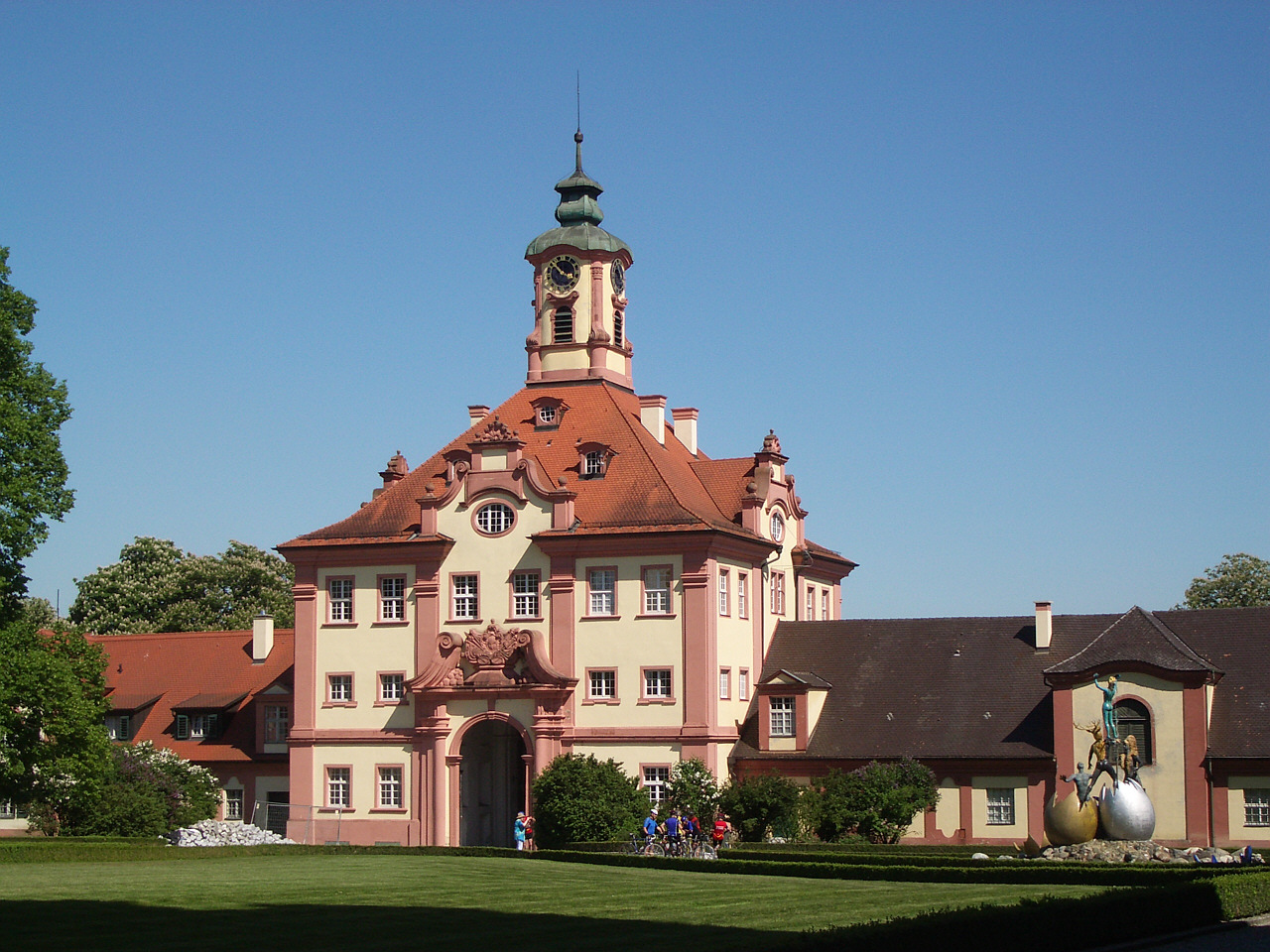
Zámek Altshausen

- od roku 1729 – rozšíření zámku Althausen
- kolem roku 1731 – budova fary v Ravensburgu (diskutabilní)
- 1731–1733 – kostel sv. Maria Magdaleny ve Friedbergu u Saulgau
- 1732 – kaple sv. Jana Nepomuckého jako přístavba na kostel sv. Martina v Meßkirch
- od roku 1732 – kostel St. Marien na ostrově Mainau
- 1733 – přestavba Verenamünsters v Zurzachu
- 1737 – stáj a jízdárna zámku Zimmerských pánů v Meßkirchu
- od roku 1738 – farní kostel St. Remigius v Merdingenu
- od roku 1739 – zámek Řádu německých rytířů na ostrově Mainau
- okolo roku 1740 – dvůr a vstupní hala zámku Dillingen an der Donau
- kolem roku 1740 – Hofgarten, zámecký park Zimmerských v Meßkirchu
- 1745–1752 – zámek Gaienhofen v Bludenzu
- 1747 – kostel sv. Otmara v Bremelau u Münsingenu
- od roku 1747 – rozšíření kláštera v Obermarchtalu, od roku 1749 Marchtalský refektář
- kolem roku 1750 – projekt pro kostel v St. Gallenu (Švýcarsko), neproveden
- od roku 1751 – barokní zámek Veitsburg u Ravensburgu
- 1750–1757 – Salemer Münster: přestavba interiérů a věže
- 1752–1757 – renovace, přestavba a rozšíření zámku Beuggen u Rheinfelden (Baden)
- 1753–1755 – kostel sv. Afry v Obernheimu, (Zollernalbský okres)
- 1745 až 1754 – proboštství v Klingnau, Kanton Aargau
- 1754 – dům v St. Blasien, později nazývaný „Bagnatova stavba“
- od roku 1754 – chór a sakristie kostela sv. Blasia v Ehingen (Donau)